# کاروانسرای البرز
کاروانسرای البرز مربوط به دوره قاجار است و در شهرستان قم، بخش مرکزی، روستای البرز واقع شده است. این اثر در تاریخ ۱۶ شهریور ۱۳۸۳ با شمارهٔ ثبت ۱۱۰۸۱ به عنوان یکی از آثار ملی ایران به ثبت رسیده است.